# La Belle (Missouri)
La Belle – miasto w Stanach Zjednoczonych, w stanie Missouri, w hrabstwie Lewis.